# New Brighton (Pensilvânia)
New Brighton é um distrito localizado no estado norte-americano de Pensilvânia, no Condado de Beaver.

## Demografia
Segundo o censo norte-americano de 2000, a sua população era de 6641 habitantes.
Em 2006, foi estimada uma população de 6231, um decréscimo de 410 (-6.2%).

## Geografia
De acordo com o United States Census Bureau tem uma área de
2,9 km², dos quais 2,7 km² cobertos por terra e 0,2 km² cobertos por água.

## Localidades na vizinhança
O diagrama seguinte representa as localidades num raio de 4 km ao redor de New Brighton.